# Fraxinus anomala
Fraxinus anomala är en syrenväxtart som beskrevs av John Torrey och Sereno Watson. Fraxinus anomala ingår i släktet askar, och familjen syrenväxter.
Arten förekommer främst i Utah och Arizona i sydvästra USA samt i angränsande delstater som Wyoming, New Mexico, Nevada, Colorado och Kalifornien. Fraxinus anomala hittas även i delstaterna Nuevo León och San Luis Potosí i norra Mexiko men för dessa populationer är oklart om de är ursprungliga. Exemplaren är utformade som små träd eller buskar. De växer glest fördelade i områden med växter av malörtssläktet, i busklandskapet Chaparral, i halvöknar med några buskar eller bland trädgrupper med tallar.
Några exemplar odlas som prydnadsväxt i trädgårdar. Bränder kan döda flera exemplar av Fraxinus anomala. I östra USA drabbas askar av smaragdpraktbagge (Agrilus planipennis). Skulle skadedjuret nå fram till västra USA kan trädets populations minska allvarlig. Arten är fortfarande vanligt förekommande. Fraxinus anomala listas av IUCN som livskraftig (LC).

## Underarter
Arten delas in i följande underarter:
- F. a. anomala
- F. a. lowellii

## Bildgalleri

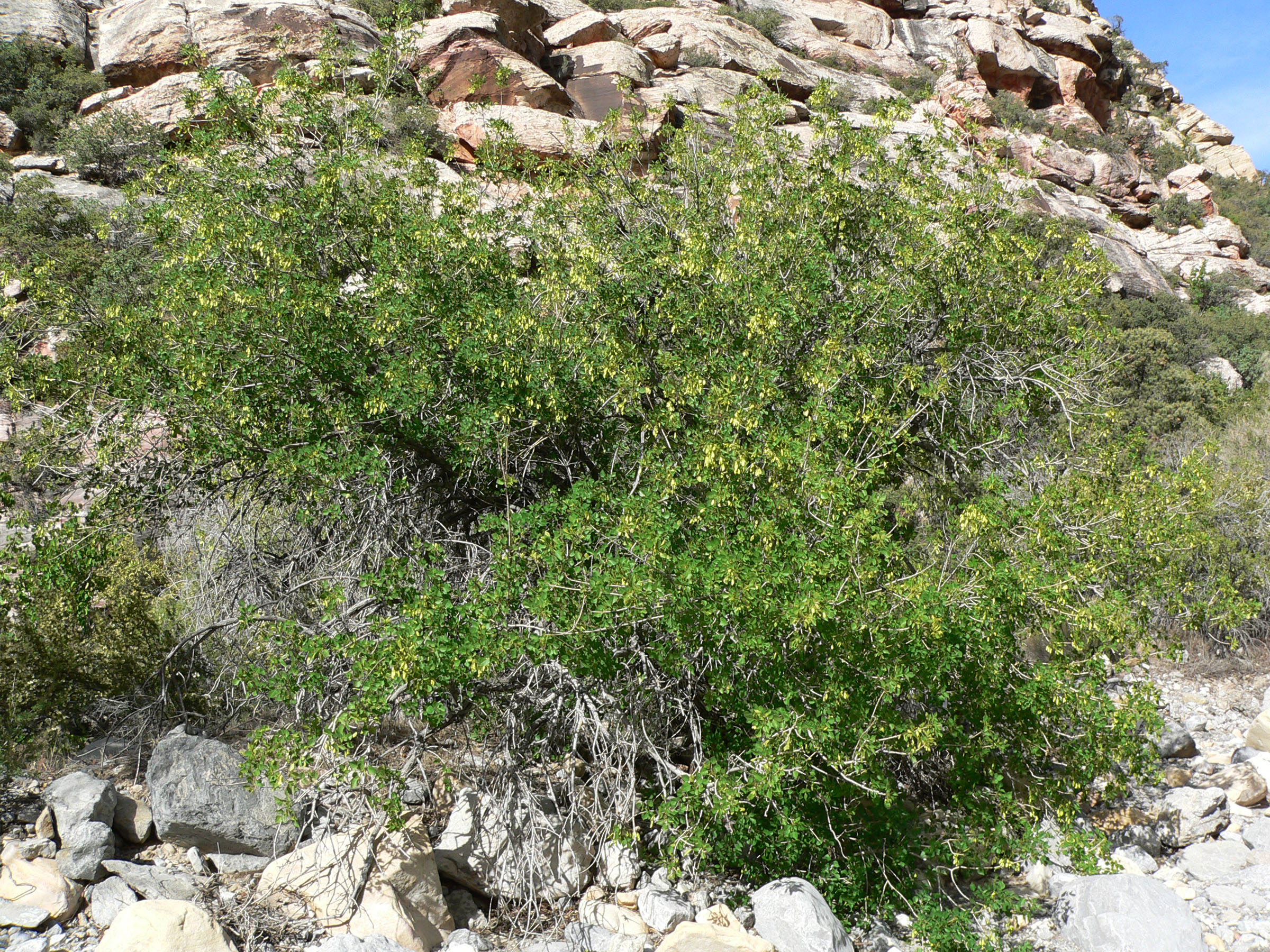
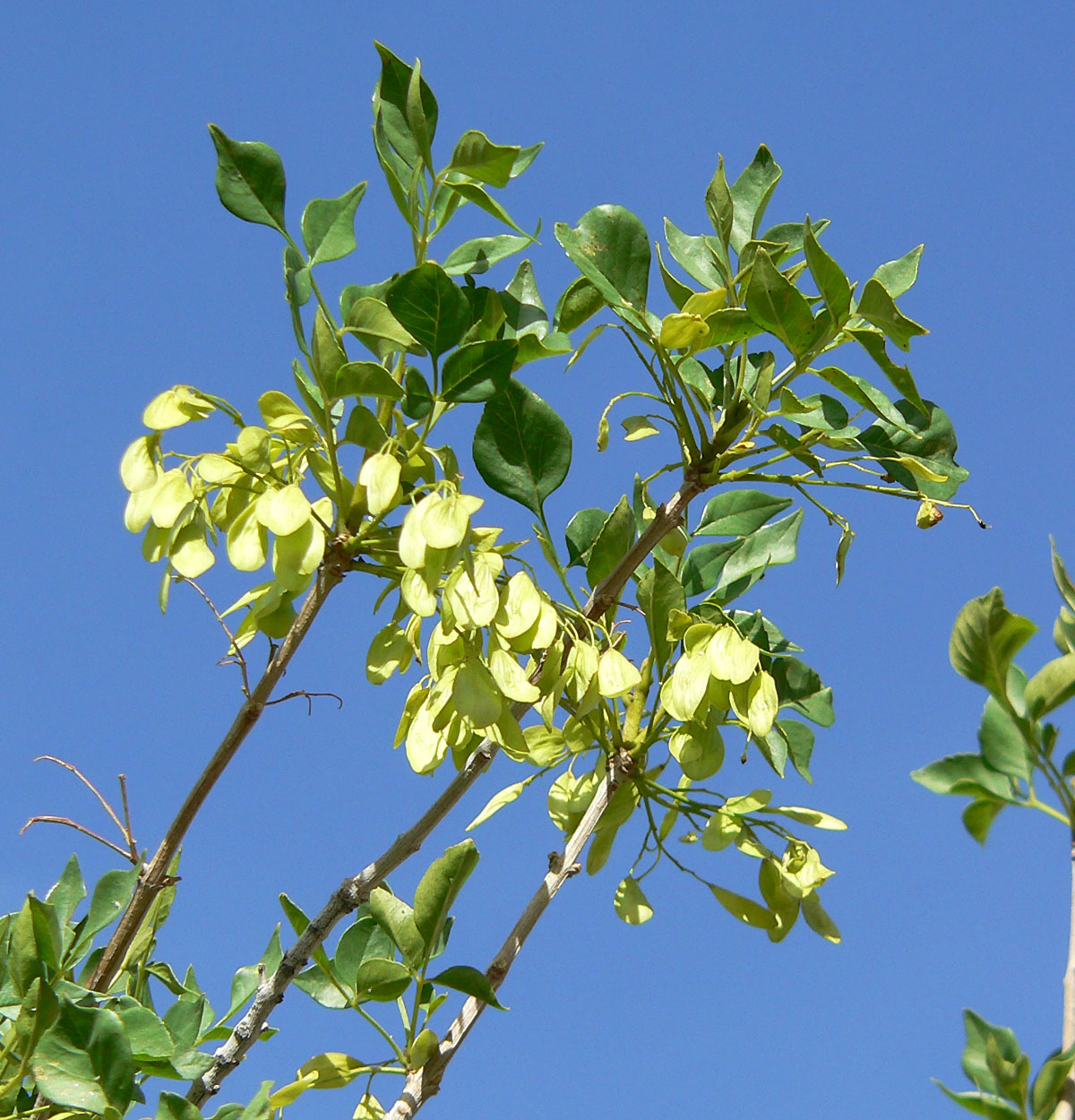
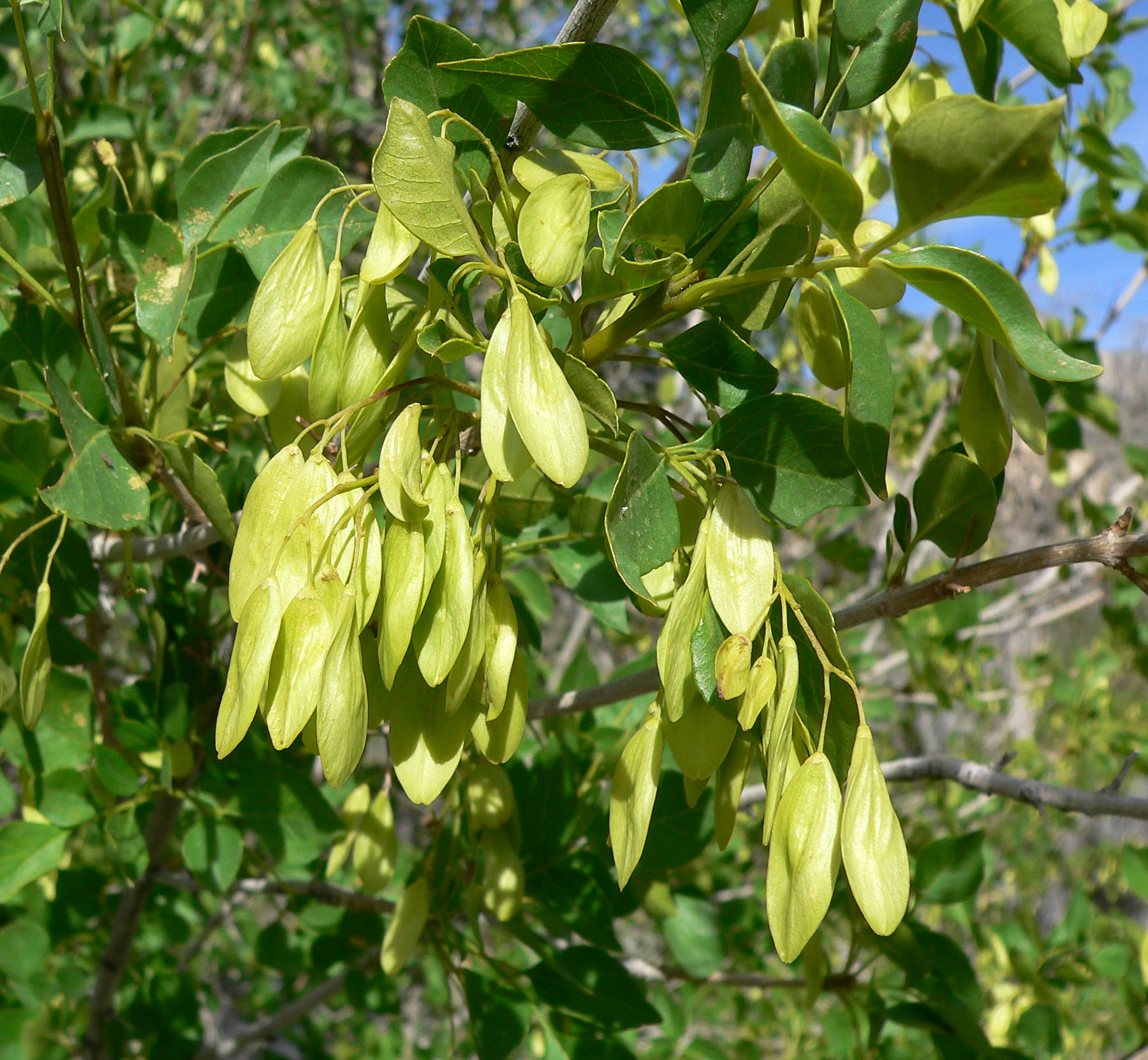
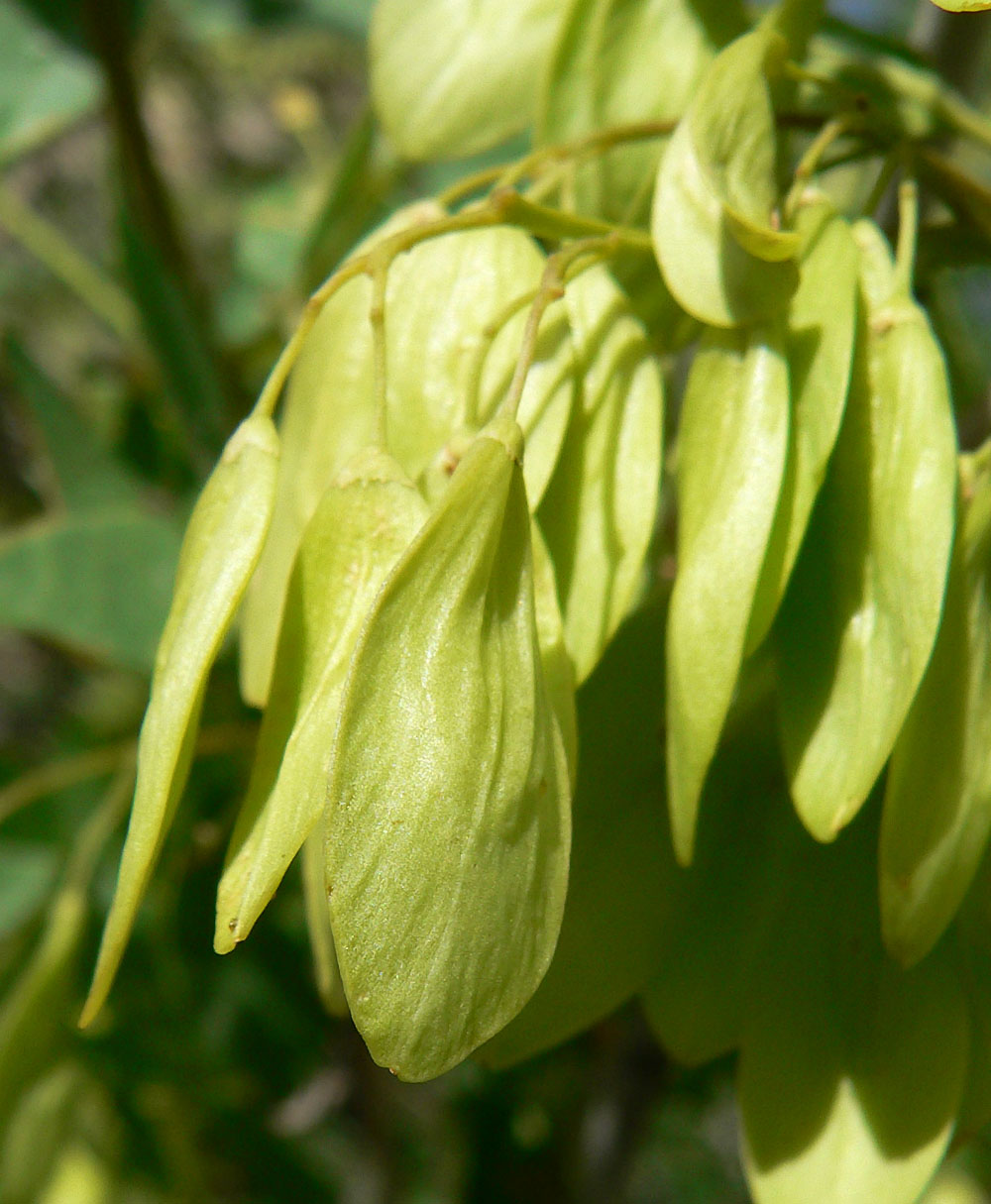
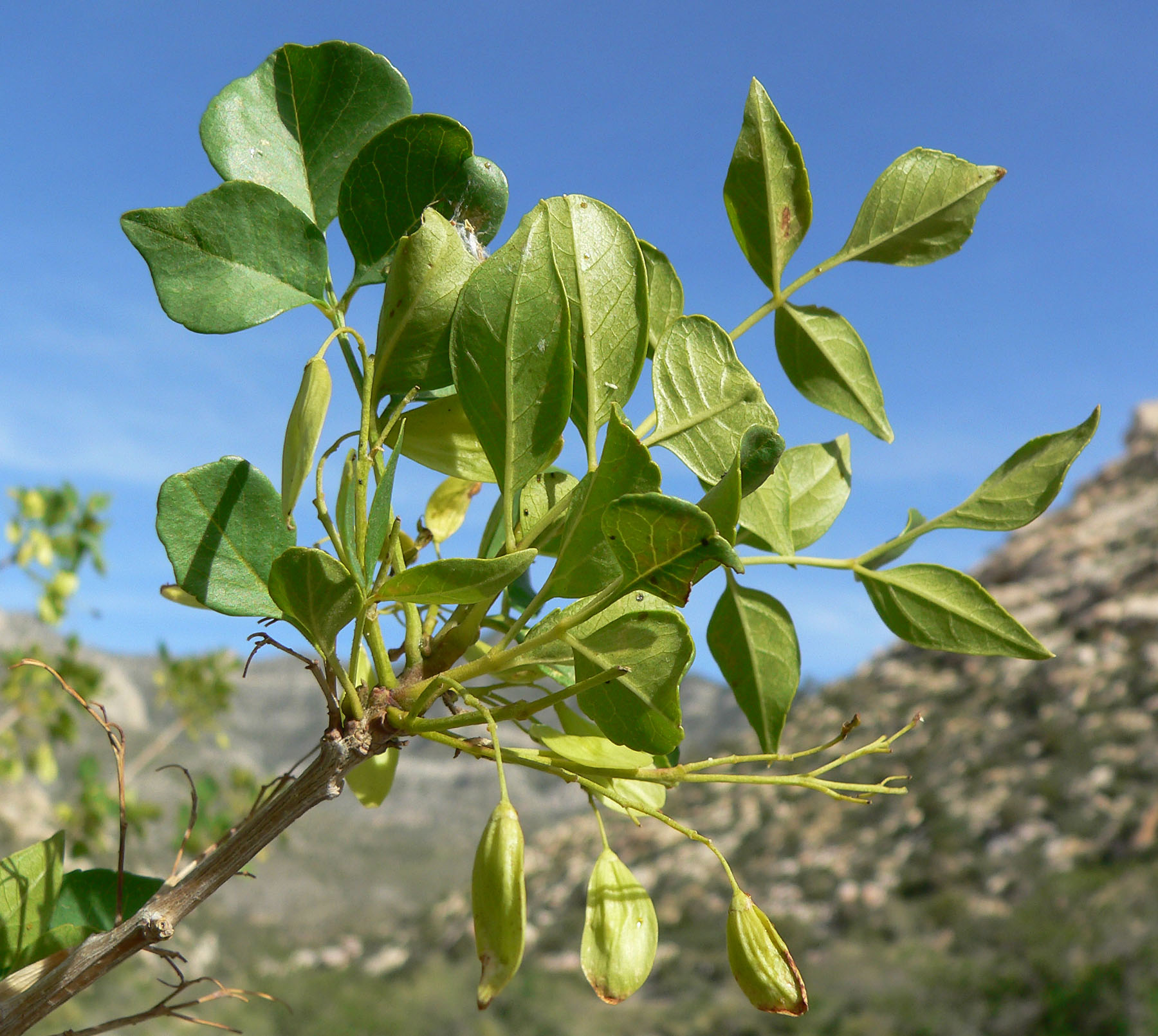
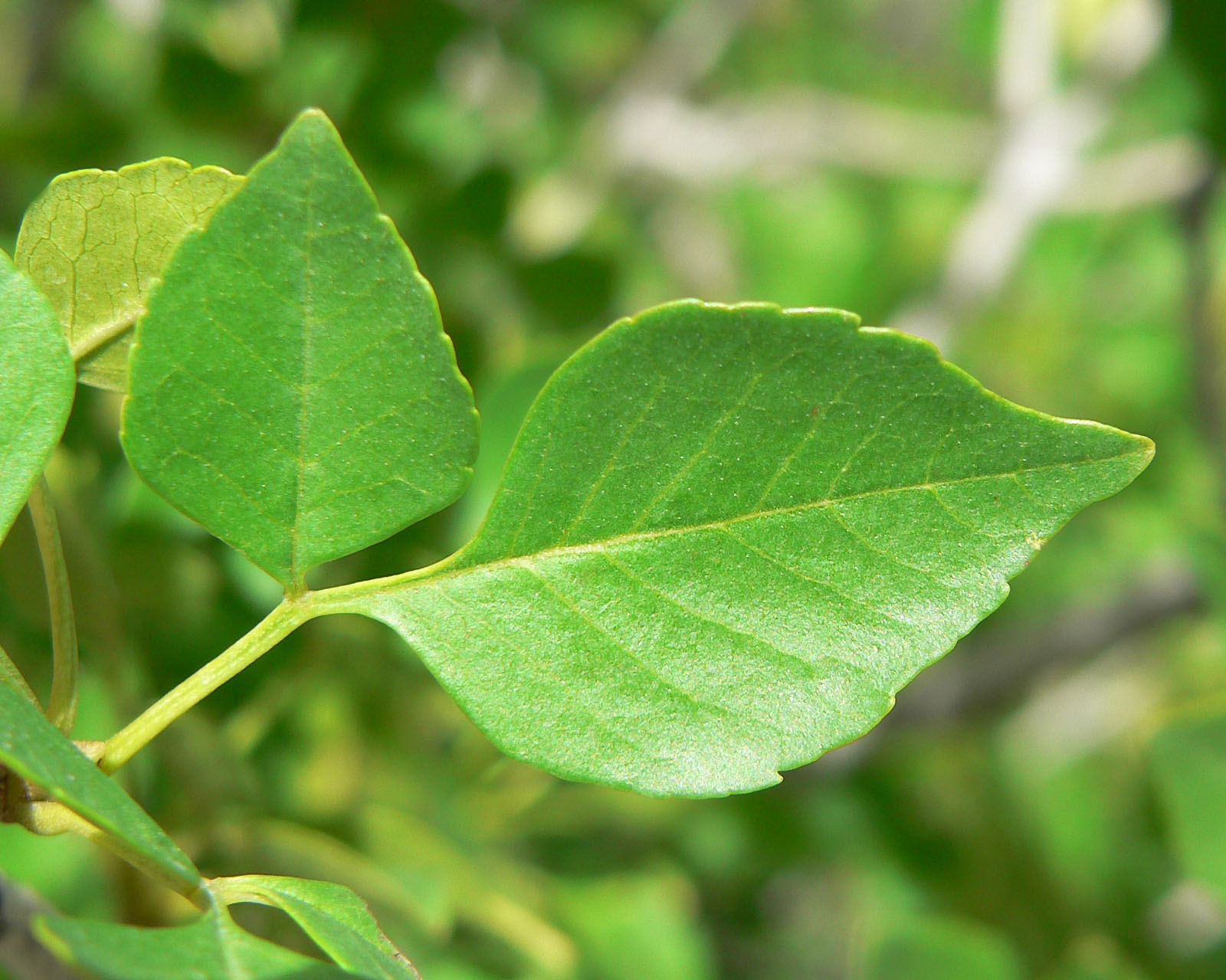